# Cartel (banda)
Cartel é uma banda americana de pop punk, de Conyers, Geórgia formada em 2003. Todos os quatro integrantes são amigos desde o colegial. O seu primeiro álbum, Chroma (2004), os colocou na lista de "Bands You Need To Know" (Bandas Que Você Precisa Conhecer) da revista americana, Alternative Press. Em 2007 foram convidados pela MTV americana a participar do Reality Show "Band in a Bubble" (Banda na Bolha), em parceria com a marca de refrigerantes Dr.Pepper que acompanharia todo o processo de gravação do segundo disco de inéditas da banda, enquanto eles se encontravam presos em uma bolha de vidro na cidade de Nova York, acompanhados por 23 câmeras de vídeo 24 horas por dia. O álbum auto-intitulado, Cartel, foi lançado em 2007.
Nos anos seguintes foram lançados os álbuns Cycles (2009) e Collider (2013) e o EP In Stereo (2011).

## Membros
- Will Pugh – vocal, guitarra, piano
- Joseph Pepper – guitarra
- Nic Hudson – baixo
- Kevin Sanders – bateria

## Discografia

### Álbuns
2005 - Chroma
1. Say Anything (Else) 3:48
2. Honestly 3:29
3. Runaway 2:49
4. Matter Of Time 3:22
5. Burn This City 4:20
6. Save Us 4:56
7. Luckie Street 3:31
8. Settle Down 3:02
9. If I Fail 3:40
10. The Minstrel's Prayer 4:38
11. Q 2:34
12. A 9:45

2007 - Cartel
1. The Best 01:46
2. Tonight 03:04
3. Lose It 02:30
4. No Subject (Come With Me) 02:34
5. This Is Who We Are 03:07
6. I Will Hide Myself Away 06:20
7. Radioheadish (I Will Follow)
8. Wasted 04:24
9. The Fortunate 02:54
10. Georgia 03:54
11. If You Do, If You Don't 03:19
12. Lonely One 05:33
13. If I Were To Write The Song 09:40
14. Piano Song
15. Wasted (feat. Wyclef Jean) (Remix) 03:49

2009 - Cycles
1. Let's Go [2:40]
2. The Perfect Mistake [3:24]
3. Faster Ride [3:28]
4. Deep South [4:07]
5. Only You [3:46]
6. It Still Remains [3:34]
7. 27 Steps [3:05]
8. See Me Now [3:19]
9. Typical [3:05]
10. Conventional Friend [3:27]
11. Retrograde [4:08]
12. In No Hurry (iTunes Bonus Track) [3:46]

2013 - Collider
1. Second Chances
2. Take Me With You
3. First Things First
4. Best Intentions
5. Thin Air
6. Uninspired
7. Sympathy
8. Mosaic
9. Disconect
10. Collider
11. A Thousand Suns

### EPs
- The Ransom EP (2004)
- Live Dudes (2006)
- "Warped Tour Session" (2006)
- "In Stereo" (2011)

### Singles
- "Honestly" (2005)
- "Say Anything (Else)" (2007)
- "Lose it" (2007)
- "Wasted" (2007)
- "Let's go " (2009)
- "The perfect mistake" (2010)
- "Lessons in Love" (2011)
- "Uninspired" (2013)
- "First Things First" (2014)